# Птолемей II Філадельф
Птолемей II Філадельф — цар Єгипту, правив у 283–246 до н. е. Син Птолемея I і Береніки I.

## Прихід до влади
Він отримав престол в обхід старших синів Птолемея I від першого шлюбу з Еврідікою I, дочкою Антіпатра, і став правити країною з 285 до н. е., ще за життя батька. Здобув блискучу освіту, але був схильний до зніженості та жорстокості.
Птолемей убив свого брата Аргея, який нібито зазіхав на його життя. Він же перевіз прах Олександра з Мемфіса до Олександрії. Птолемей убив і іншого брата, народженого Еврідікою, помітивши, що той спонукає жителів Кіпру до від'єднання від Єгипту.

## Зовнішня політика

### Перші успіхи
На початку свого правління Птолемей II спробував вжити на користь Єгипту труднощі суперників. Він використав послаблення позицій Селевкіда Антіоха І на міжнародній арені в перші роки його правління і захопив прибережні території у Карії та південній Іонії. 
На Балканському півострові Птолемей II підтримував грецькі держави і Епір проти Македонії.

### 1-ша Сирійська війна
Оскільки становище Селевкідів у Малій Азії ще більше погіршилось через вторгнення галатів, Птолемей знов розпочав ворожі дії та у 276 р. до н.е. захопив Дамаск. Втім, Антіох І зміг впоратись із вторгненням кельтів та вирушив у Сирію, вигнав з неї єгипетські війська та звільнив зазначене місто — ймовірно, навесні 274 року. Пітомський напис повідомляє, що в місяці Хатіро 12 року свого правління (листопад 274 р. до н. е.) Птолемей II з'явився в Геронополь "зі своєю жінкою (вона ж і сестра його) для захисту Єгипту від чужинців". Можливо, очікувалося вторгнення військ Антіоха в Єгипет, і присутність Птолемея і Арсіної знадобилася, щоб організувати оборону.
Бойові дії ймовірно велись і у Малій Азії. Теокріт в 17-й ідилії називає серед малоазійських володінь Єгипту (незабаром після Першої Сирійської війни) Карію, Лікію, Кілікію, Памфілію. Деякі з цих володінь повністю або частково могли бути підпорядковані в Першу Сирійську війну.

### Загроза з Киренаїки
Разом з сирійським царем проти Птолемея ІІ боровся його брат по матері, Магас, що отримав завдяки Береніці намісництво в Киренаїці. Він уклав військовий союз з Антіохом I, одружився з його сестрою Апамою II та навіть вирушив у похід на Єгипет (не пізніше 274 р. до н.е.). Він захопив Паретоній, дійшов до Хіосу (приблизно за 50 кілометрів від Олександрії), проте тут отримав звістку, що у нього в тилу повстало кочове плем'я мармарідів. Киренський правитель негайно повернувся додому. 
Намагаючись переслідувати його, Птолемей II несподівано опинився в тому ж положенні, що і його невдачливий супротивник: в Єгипті підняли заколот проти Птолемея 4000 галатів, надісланих Антигоном. Після повернення Птолемей II суворо покарав їх, відправивши на пустельний острів в дельті Нілу, де вони і загинули. Цілі повсталих галатів не зовсім зрозумілі: в одних джерелах повідомляється, що вони хотіли захопити Єгипет, в інших — що просто збиралися пограбувати єгипетську скарбницю.

### Похід у Чорне море
У другій половині 270-х або першій половині 260-х років до н.е. вислані Птолемеєм ІІ війська здійснили похід у Чорне море, проте в Пафлагонії зазнав нищівної поразки від галатських найманців понтійського царя Мітрідата I.

### Політика Птолемея в Греції

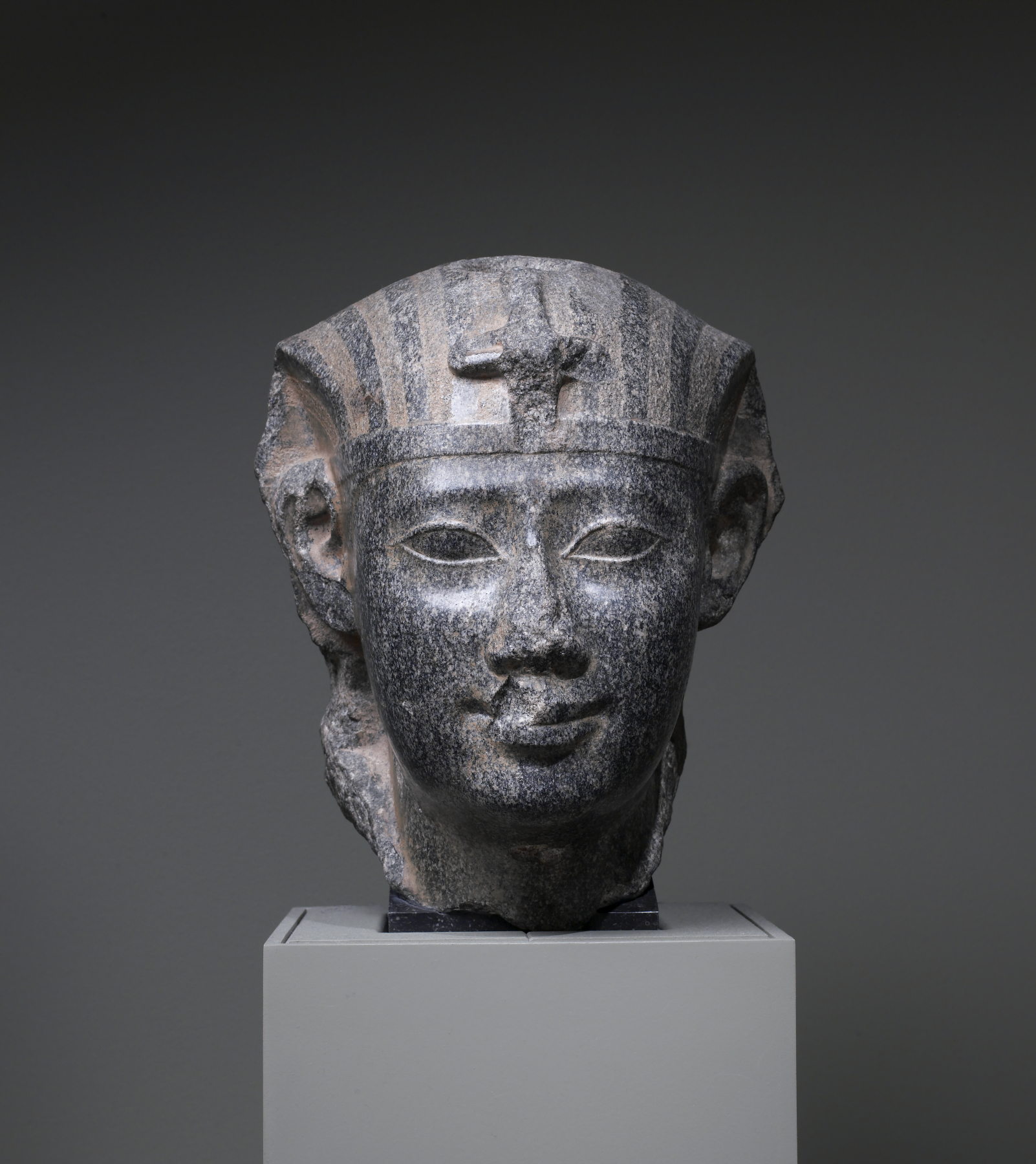
Ця гранітна статуя зображує Птолемея II у традиційному каноні давньоєгипетського мистецтва. Художній музей Волтерса, Балтимор.

У декреті Хремоніда (на початку Хремонідової війни), у зв'язку з перерахуванням усіх учасників антимакедонської коаліції, сказано, що «цар Птолемей, згідно з напрямком предків і сестри, очевидно, ревнує про загальну свободу еллінів». Не отримавши жодних певних результатів у Першій сирійській війні, Птолемей II переніс центр боротьби за відродження держави Лісимаха до Греції. Яку роль у цій політиці повинен був тепер грати Птолемей, син Лісимаха і Арсіної, точно невідомо.
Втручаючись у грецькі справи, Птолемей II домагався об'єднання всіх антимакедонських сил. Він зробив лакедемонян «друзями і союзниками», направив дружнє посольство до Афін, ймовірно, також із пропозицією союзу, прислав до Дельфів теорії із закликом до дельфійців взяти участь в іграх Птолемаєі в Олександрії. Не без участі Єгипту розвинулася і боротьба між містами на Криті. Може бути, що Єгипет і Спарта виступили на Криті як спільники, а на їхньому боці стояли такі міста, як Фаласарна, Полірренія, Аптера, Гортіна.

### Хремонідова війна
Союзники Птолемея II в Греції зазнали поразки від Антигона ІІ Гоната в Хремонідовій війні (268–262 роки до н. е.). Ця війна, названа так по імені афінського політичного діяча — Хремоніда, в якій афіняни в союзі з Єгиптом, Спартою, багатьма іншими членами Пелопоннеського союзу і Епіром билися проти македонського царя Антигона ІІ Гоната, успіху не мала.
У 266 році до н. е. Птолемей послав до берегів Греції свій флот під командуванням Патрокла, з метою контролю над Кікладськими островами, щоб діяти проти македонського царя Антигона II Гоната. Єгиптяни, ймовірно, висадилися на східному березі Аттики, на півострові Короні, де знайдено залишки тимчасових оборонних стін, начиння і безліч монет Птолемея II. Не зумівши схилити спартанського царя Арея до рішучого бою з македонцями, Патрокл з флотом відплив з аттичних вод і з тих пір до кінця війни єгиптяни, здається, не з'являлися в Греції. Результати розкопок на півострові Короні показують, що відхід єгиптян нагадував скоріше втечу переможених. Можливо, під час цієї війни єгипетський флот був розбитий при Косі.
Здається, є деякі підстави думати, що Птолемей II і тоді ворогував з Киренаїкським правителем Магас і що посилилося вторгненням єгиптян до Іонії. Іонія опинилася в руках єгиптян швидше за все десь в 60-ті роки III в. до н. е., у всякому разі після написання Феокрітом 17-й ідилії, але до 2-ї Сирійської війни. До 261 році до н. е. Магас примирився з Птолемеєм та висватав за сина останнього свою єдину дочку Береніку.
Македонці сильно спустошили Аттику і, між іншим, спалили священну гай і храм Посейдона в Колоні. Антигон осадив Афіни, примусив їх до здачі і зайняв своїми гарнізонами афінські зміцнення (262 рік до н. е.). Хремонід втік з Афін до Єгипту. Наслідком Хремонідової війни була втрата Єгиптом того впливового положення, яке він займав раніше на Егейському морі, і значне посилення Македонії. Негайно після підписання миру була створена антиєгипетська коаліція, куди увійшли Антигон Гонат, Антіох II і Родос.

### Битва при Андросі
В. Фельман припустив, що було не дві морських битви з Антигоном, а тільки одна — у водах між рядом лежать острова Андрос і Кеос. «Кос» — помилка переписувачів рукописів. Фельман приводить також і те міркування, що в Плутарха повторення однієї і тієї ж історії стосовно битви при Андросі і до битви при Косі далеко не випадково. Це свідчення того, що була саме одна битва, а не дві.
Жігунін датує її 260 роком до н. е. Він вважає, що Птолемей Андромах (син Лісимаха і Арсіни) брав участь у морській битві при Андросі на стороні Єгипту і став свідком загибелі своїх мрій щодо набуття свого царства, оскільки єгипетський флот зазнав поразки. Мабуть, після цієї події і відбувся розрив довголітніх відносин Птолемея, сина Лісимаха, з Птолемеєм Філадельфом.

### Друга Сирійська війна. Заколот в Азії
Складовим, а може бути, одним з головних пунктів Другої Сирійської війни був заколот в Азії «сина Птолемея в спільництві з Тімарх»; так нам повідомляє Помпей Трог. По Трогу ясно також, що заколот трапився десь між двома подіями: (259/8 р до н е.) смертю Антіоха I (261 р до н е.) і смертю Деметрія Красивого в Кирені. Зовсім не виключено, що бунтівник, повсталий в Азії, був саме Птолемеєм, сином Лісимаха і прийомним сином Птолемея Філадельфа. Адже у Філадельфа не було інших рідних синів з іменем Птолемей, крім Птолемея III.
Птолемей Андромах, ствердившись в Ефесі, діяв у союзі з Тімархом, тираном Мілета. Зважившись захопити Самос у єгиптян, Тімарх проник в Самоську гавань і застосував при цьому досить примітивну, але нахабну військову хитрість. Через деякий час Андромах був убитий в Ефесі фракійцями, і місто, ймовірно, знову перейшов у руки єгиптян.

### Конфлікт з Киреном
До нещастя для Птолемея Філадельфа, в той час помер Киренський правитель Магас, з яким у єгипетського царя встановилися відносини, цілком влаштовували перш за все єгиптян. Дружина Магаса Апама, налаштована антиєгипетські, запропонувала Береніку в дружини Деметрію, братові Антігона Гонат, на прізвисько Красивому. Деметрій спішно примчав у Кирену, був тут обласканий і, здається, проголошений царем. Згідно з Евсевієм, Деметрій не втрачав часу дарма: він багато воював у Кирені і «всю Лівію захопив». Навряд чи його ворогами були тільки лівійські кочівники, швидше за все, у Євсевія мається на увазі безпосередньо війна Деметрія з єгиптянами. Однак під час бунту, який, нібито, очолила сама юна Береніка, Деметрій був убитий в спальні Апам (259/8 р. до н. е.), а самій вдові Магаса, за наполяганням Береніки, заколотники зберегли життя.
Кирена була захоплена Птолемеєм тільки через 10-12 років після смерті Деметрія Красивого.

### Кампанія Антіоха II
Антіох II знайшов вигідним і своєчасним втрутитися в боротьбу держав Східного Середземномор'я. Союзниками його вважалися насамперед родосці, давно тяготівші від Птолемєєвської гегемонії; Антіох II і родосці спільними зусиллями обложили Ефес. Єгипетським флотом, за повідомленням Поліен, командував в гавані Ефес знаменитий афінянин Хремонід. Агафострат, родосський наварха, несподівано зробив напад на ворожий флот і розбив єгиптян. Після цієї перемоги Ефес був узятий. Ймовірно, тоді ж Антіох обложив Мілет і, оволодівши цим містом, знищив тирана Тімарха.

### Підсумки війни
Настільки енергійний наступ Антіоха II на єгипетські позиції в Східному Середземномор'ї означало повну поразку Єгипту у війні. Про саму війну, крім вищенаведеного, нічого конкретного невідомо. Її грандіозні масштаби частково з'ясовуються з її результатами. Різні документи свідчать, що Антіох II повернув собі Іонію, частина Кілікії, Памфілію, Птолемей III Евергет потім довелося відвойовувати їх у Селевкідів. Здається, Антіох опанував і Самофракія.
Мирний договір був, здається, укладений на рік Делосського архонта Пахета — 255/4 р. до н. е.. Ні місце, ні характер дипломатичних угод, проте, невідомі. Може бути, саме відповідно до умов цих угод Антигон вивів гарнізон з Мусі в Афінах, як акт повернення «свободи» афінянам. Антіох II повинен був підтвердити автономію грецьких міст Малої Азії, а Птолемей II — незалежність Кирени.

## Післявоєнна дипломатія

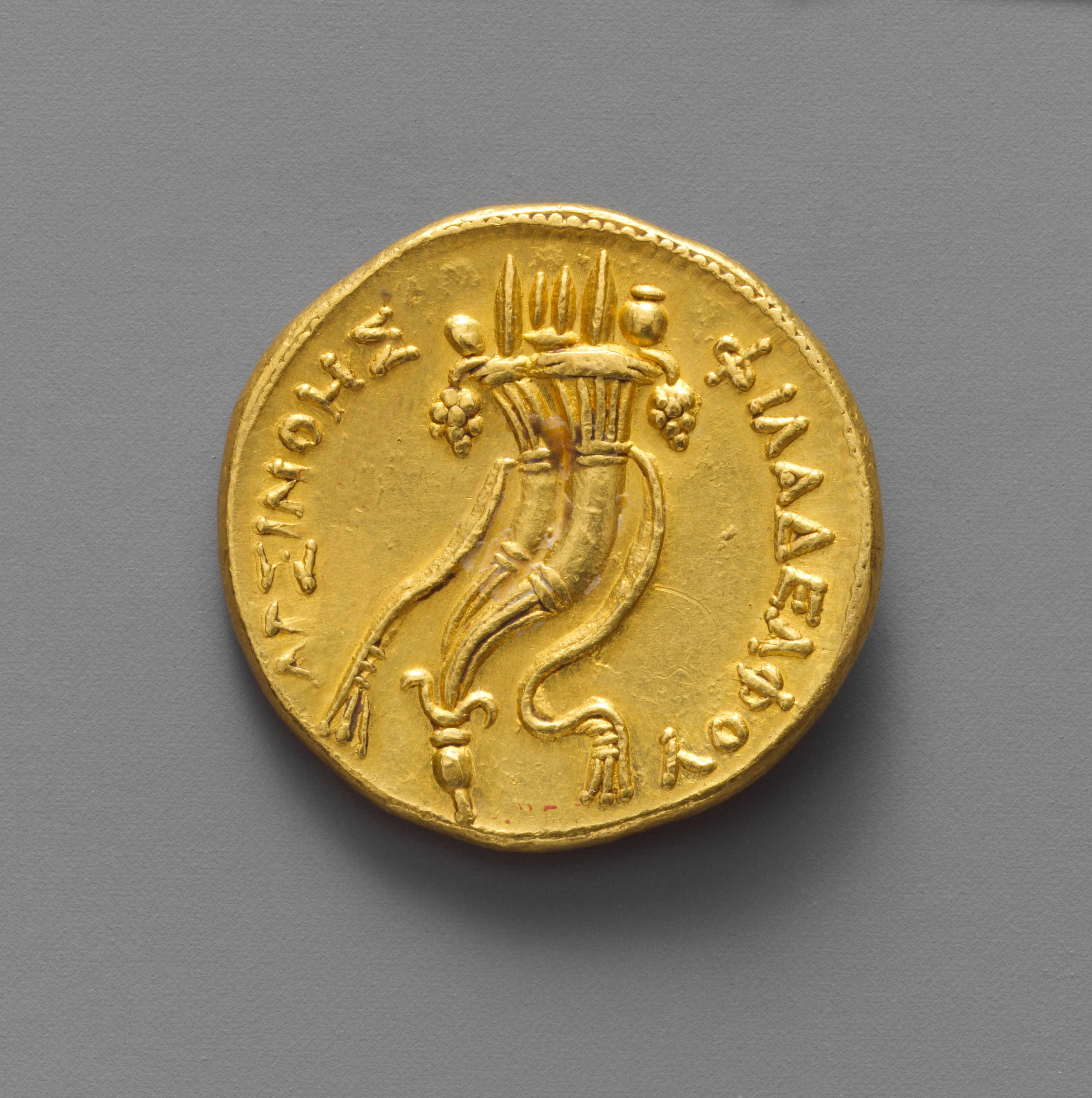
Золота октадрахма часів Птолемея II Філадельфа

Птолемею Філадельфу було особливо небезпечно існування широкої коаліції його супротивників. В умовах військових поразок правитель Єгипту вдався до спритних дипломатичних маневрів, щоб посіяти ворожнечу між Македонією і селевкідською імперією. Птолемей II намагався наблизити до себе Антіоха і одружив його на своїй дочці Береніці, давши за нею величезне придане. Також єгипетський цар розігрував із себе друга і союзника Антігона Гонат.
Арат Сикионський, приєднавши своє місто до ахейського союзу, вжив заходів до зміцнення дружби з Єгиптом. Птолемей II прислав йому в подарунок 25 талантів, прозорливо розгледівши в ньому союзника своєї держави і майбутню опору антимакедонської політики в Греції. Діставшись до Олександрії, Арат абсолютно зачарував Птолемея Філадельфа своїм розумом, знанням мистецтва і за допомогою цієї «невимушеній дипломатії» випросив у хитрого правителя Єгипту ще 350 талантів. Таким чином, підтримуючи то Антіоха, то Антігона, Філадельф в той же час фінансував визвольні рухи, спрямовані проти них, сподіваючись на майбутній реванш.

## Внутрішня політика
Птолемей II зміцнив економічне та політичне становище Єгипту. Проводив політику роздачі земельних ділянок великим вельможам. Заборонив звертати вільних у рабство. Поклав початок обожнюванню фараонів Птолемєївської династії, заснувавши культи батьків і рідної сестри і дружини Арсіної II. 
На комерційному напрямі він підтримував зносини з Римом: звідти одержуючи сировину, яку переробляли на єгипетських фабриках. У 267/266 роках до н.е. заснував на африканському узбережжі Червоного моря місто Птолемаїда Ферон, що стало центром торгівлі слонами (необхідними длія війська) з царством Куш.
За свідченням Страбона, Птолемей відрізнявся допитливістю і в силу тілесної немочі постійно шукав нових розваг та веселощів. Птолемей II, як і його батько, заохочував розвиток наук і мистецтв. Йосип Флавій додає, що Птолемей був великим бібліофілом і значно збільшив в Олександрії чудову бібліотеку, намагаючись зібрати в ній і перевести на грецьку мову всі книги, що існували на світі. Число книг у цьому унікальному сховищі досягало нібито півмільйона екземплярів. Серед інших на грецьку мову була перекладена і єврейська біблія. Зацікавившись долею єврейського народу, Птолемей повелів звільнити 100 000 полонених, виведених його батьком з Юдеї. При дворі Птолемея жило безліч відомих вчених і поетів того часу (Каллімах, Феокріт, Манефон, Ератосфен, Зоїл та інші). 
Птолемей звів багато розкішних будівель, будував міста, влаштовував свята, реставрував і прикрасив південний храм між Луксором і Карнаком. Однак найбільшу славу, яка не згасала і в наступний період, принесло йому будівництво Фароського маяка (бл. 280 року до н. е.), Який незабаром був зарахований до одного з семи чудес світу.

## Родина
- Першою дружиною і матір'ю Птолемея III була дочка Лісимаха Арсіноя I.

Діти:
- Птолемей III Евергет
- Лісімах
- Береніка Молодша

Закохавшись в Арсіною, свою рідну сестру, він одружився з нею, зробивши те, що у македонців у жодному разі не дозволялося, але що було у звичаї в єгиптян, над якими він панував. Спочатку красива і пихата Арсіноя в 299 році до н. е.. була видана заміж за старого Лісимаха Фракийського. Потім вона домоглася страти його сина від першого шлюбу, щоб розчистити шлях до влади своїм синам. Після падіння фракійського царства і смерті Лісимаха в 281 році до н. е.. вона вийшла заміж за свого зведеного брата Птолемея Керавна, який виявився ще більш хитрим інтриганом, і вбив її двох синів. Вона була змушена тікати і в 279 році до н. е. опинилася в Єгипті у свого брата Птолемея II. Арсіноя II вийшла заміж за брата, який на вісім років молодший за неї, і так стала царицею. Колишня дружина Птолемея II була вигнана зі столиці і звинувачена в змові проти життя царя Єгипту, потім почалися репресії проти інших членів царського дому, напевно спровоковані Арсиноєю II. Жігунін вважає, що шлюбний союз Арсіної і Птолемея II був потрібен не тільки Арсин і її синові, але і самого царя Єгипту, розраховують за допомогою цього шлюбу придбати «законні» права на спадщину Лісимаха — на ті величезні території, де Арсіноя колись була необмеженою володаркою, і де син її Птолемей міг повернути собі царське ім'я під верховним протекторатом Єгипту. Птолемей II отримав навіть прізвисько Філадельф (грец. «Люблячий сестру») за зразкову, нібито, любов до сестри-дружини. Арсин II виявили божественні почесті, а в «Арсіноємі» стояла її статуя з топазу висотою майже два з половиною метри. Про статую брата і сестри, що стояла поблизу Одеона в Афінах, згадує Павсаній. Від неї у Птолемея не було дітей.
При ньому з 273 р. до н. е.. був укладений союз (др.-греч. ἀπ ἀρχῆς) Птолемеїв з Римом, який, ймовірно, в наступні часи механічно поновлювався при вступі на престол кожного нового правителя Єгипту. За інформацією Аппіа, Птолемей II Філадельф намагався бути посередником між римлянами і карфагенянами під час Першої Пунічної війни (264–241 рр. до н.е).